# Hwang Ji-man
Hwang Ji-man (in coreano hangul: 황지만; 8 luglio 1984) è un giocatore di badminton sudcoreano, vincitore della medaglia di bronzo ai Giochi olimpici di Pechino 2008, nel doppio in coppia con Lee Jae-jin.

## Palmarès
- Giochi olimpici

Pechino 2008: bronzo nel doppio.